# Pietro Carnesecchi
Pietro Carnesecchi (24. prosince 1508 Florencie – 1. října 1567 Řím) byl italský politik a církevní hodnostář, popravený jako kacíř.
Pocházel ze zámožné kupecké rodiny a jeho strýcem byl kardinál Bernardo Dovizi. Díky přízni Medicejských, rozsáhlému vzdělání a přirozenému diplomatickému talentu udělal Carnesecchi kariéru v papežské kurii, stal se protonotářem a již ve čtyřiadvaceti letech byl prvním tajemníkem papeže Klementa VII.
Jeho postoje ovlivnil humanistický myslitel Juan de Valdés a stal se vůdčí osobností hnutí za reformu církve, kam patřili i Bernardino Ochino, Giulia Gonzaga, Caterina Cybo nebo Vittoria Colonna.
V roce 1546 papež Pavel III. odmítl Valdésovo učení a nařídil inkvizici vyšetřování jeho příznivců. Carnesecchi uprchl do Paříže, kde ho chránila Kateřina Medicejská, a teprve po nástupu papeže Pia IV. se vrátil do Říma. V roce 1565 však na papežský stolec usedl Pius V. a nařídil obnovu Carnesecchiho procesu. Carnesecchi se proto uchýlil do Florencie, kde spoléhal na pomoc Medicejských, avšak vévoda Cosimo I. Medicejský dal přednost dobrým vztahům k papeži a uprchlíka mu vydal.
V červenci 1566 byl Pietro Carnesecchi uvězněn v Tor di Nona a 21. září roku 1567 při autodafé v kostele Santa Maria sopra Minerva nad ním byl vynesen rozsudek smrti. Carnesecchi byl 1. října téhož roku sťat u Andělského mostu a následně bylo jeho tělo spáleno.
V evangelickém kalendáři se slaví jeho památka 2. října.